# Гаспарян, Азат Николаевич
Азат Николаевич Гаспарян (арм. Ազատ Նիկոլի Գասպարյան; 13 августа 1943 — 2 августа 2013) — советский и армянский актёр театра и кино. Народный артист Республики Армения (2010).

## Биография
Родился в Ереване.
- 1963 — окончил Ереванский библиотечный техникум.
- 1969 — окончил актёрское отделение Ереванского художественно-театрального института.
- 1963—1965 — работал актёром Ереванского кукольного театра.
- 1969—1971 — актёр Ереванского театра юного зрителя.
- 1971—1979 — актёр Ереванского драматического театра имени Сундукяна.
- 1979 — актёр Телетеатра.

## Фильмография
- 1970 — Родник Эгнар
- 1974 — Односельчане
- 1976 — Рождение — Егише Чаренц
- 1978 — Звезда надежды — Гичи
- 1980 — Немой свидетель
- 1981 — Маленькая история любви
- 1982 — Механика счастья
- 1982 — Песнь прошедших дней
- 1983 — Парикмахер, дяде которого дрессированный тигр отгрыз голову
- 1984 — Белые грёзы
- 1985 — Танго нашего детства
- 1985 — Куда идёшь, солдат?
- 1987 — Слово
- 1988 — Дыхание
- 1989 — Боже, за что?
- 1990 — Тоска
- 1992 — Где ты был, человек божий
- 1997 — Наш двор
- 2000 — Органный концерт
- 2000 — Весёлый автобус

## Награды
- Медаль Мовсеса Хоренаци (27 марта 2009) — за значительный вклад в области театрального искусства и по случаю Международного дня театра[1],
- Народный артист Республики Армения (16 сентября 2010)[2],
- Заслуженный артист Республики Армения (2003),
- Государственная премия Армянской ССР,
- Почётный гражданин Еревана (2005).